# 御諸別王
御諸別王（日语：／ Mimorowakenoō，？—？）是《日本書紀》等文獻記載的日本古代皇族，《日本書紀》稱其為御諸別王，其他文獻則稱為大御諸別命、御諸別命或彌母里別命。曾祖父是崇神天皇之子豐城入彥命，父親是彥狹島王。

## 紀錄
按《日本書紀》景行天皇56年（126年）8月記載，彥狹島王在前往東國上任之前死去，御諸別王便代替父親奉命統治東國，行善政之餘亦迅速平定蝦夷的騷動，子孫也留在東國繁衍。

## 後裔氏族
按《新撰姓氏錄》記載，御諸別王有以下的後裔。
- 皇別（日语：皇別） 攝津國 韓矢田部造 - 上毛野（日语：上毛野氏）朝臣（日语：朝臣）同祖。豐城入彥命之後。三世孫彌母里別命孫之現古君，途中省略，因茲賜韓矢田部造姓。
- 皇別 和泉國 珍縣主 - 佐代公（日语：真人）同祖。豐城入彥命三世孫之御諸別命之後。
- 皇別 和泉國 葛原部 - 佐代公同祖。豐城入彥命三世孫之大御諸別命之後。

## 考証
按《日本書紀》崇神天皇條記載，上毛野君與下毛野君之祖為豐城入彥命，但是豐城入彥並未有抵達東國，其孫彥狹島王也在上任途中死去。因此，御諸別王實際上是最初抵達東國，是實質上毛野氏的家祖。另外，由於御諸別命活躍於景行天皇在位期間，因此將其視為活躍於崇神天皇年間的豐城入彥命的曾孫的系譜的真實性成疑。
另外，《先代舊事本紀》中國造本紀針間鴨國造（現兵庫縣東部一帶）條提到「上毛野同祖的御穗別命子市入別命被任命為國造」，這裡的「御穗別命」被認為是「御諸別命」的誤記。